# Паладије (Цезар)
Паладије (око 415/425 – мај 455) је био цезар Западног римског царства два месеца 455. године. Рођен је између 415. и 425. године нове ере и можда је био на положају преторијанског префекта током 450-их година. Након што је његов отац, Петроније Максим, убио цара Валентинијана III и преузео власт, Паладије је постао наследник са титулом цезара.Његов брак са Валентинијановом ћерком Еудокијом прекршио је већ постојећи уговор у којем је Еудокија била обећана као жена Хунерика, сина вандалског краља Генсерика. Вандали су напали и опљачкали Рим; док су покушавали да побегну из града, цар Петроније Максим и цезар Паладије су убијени од стране разјарених Римљана 31. маја 455. године.

## Историја
Паладије је рођен између 415. и 425. године. Његов отац је био изузетно богат сенатор Петроније Максим, који је имао бројне јавне функције под царевима Хоноријем и Валентинијаном III, укључујући два мандата као конзул. Према Момаертсу и Келију, Паладијева мајка је била Епархија, Авитова сестра. Паладије је можда био преторијански префект у неком тренутку током 450-их.
Максим је постао западни римски цар 17. марта 455, након атентата на цара Валентинијана III. Паладије је уздигнут у ранг цезара, и одређен за наследника, и ожењен је Валентинијановом ћерком Евдокијом.
Заједно са Максимовим браком са царицом Лицинијом Евдоксијом, бившом Валентинијановом супругом, ови акти су имали за циљ да повежу нове цареве са Теодосијевом династијом и створе осећај стабилности и континуитета за режим који је почео у насиљу.
Док је преговарао о споразуму са Гејсерихом, краљем Вандала, цар Валентинијан III је понудио сличан политички брак између Еудокије и Хунерика, Гејсериховог сина. Прогласивши да је уговор прекршен, краљ Гејсерих је окупио флоту да предводи експедицију у Рим. Максимов неуспех да изврши било какве припреме натерао је племиће да масовно беже из града Рима, али становницима ниже класе није било дозвољено да оду без дозволе владе.
Док се вандалска флота приближавала Риму, Максим је наредио да свако ко жели да оде то може учинити. Максим и Паладије су 31. маја покушали да побегну из Рима, али их је пресрела гомила љутих сељака. Древни извори се слажу да су оба обојица убијени, али се разликују по појединостима. Један извештај каже да су цара Петронија Максима и цезара Паладија убили њихове сопствене дворске слуге, које су вероватно покушавале да придобију наклоност побуњених сељака. Други извештај приписује њихову смрт директно руљи, која је натерала цареве да сјашу са коња пљуском камења, а затим их растргала.
Врло мало је забележено о заједничкој владавини цара Петронија Максима и цезара Паладија. Фердинанд Грегоровиус каже да су бракови цара Петронија Максима и цезара Паладија и уздизање Паладија у ранг цезара била једина два значајна догађаја у њихових 77 дана владавине. Није кован новчић са Паладијевим портретом, а међу савременим историчарима га помиње само Хидације.

### Цитати
1. ↑  Oaks, Grierson & Mays 1992, стр. 247.
2. ↑  Alfèody & Straub 1983, стр. 128.
3. ↑  Mommaerts & Kelley 2002, стр. 112,118.
4. ↑  Alfèody & Straub 1983, стр. 129.
5. ↑  Drinkwater & Elton 2002, стр. 116.
6. ↑  Drinkwater & Elton 2002, стр. 119.
7. ↑  Heather 2010, стр. 378.
8. ↑  Burns & Jensen 2014, стр. 64.
9. ↑  Collins 2010, стр. 88.
10. ↑  Hamilton 2010, стр. 212.
11. ↑  Vagi 2000, стр. 563.
12. ↑  Thompson 1982, стр. 143.